# Raphitoma boothii
Raphitoma boothii är en snäckart som först beskrevs av Brown 1839.  Raphitoma boothii ingår i släktet Raphitoma och familjen Turridae. Inga underarter finns listade i Catalogue of Life.